# Ditaxis clariana
Ditaxis clariana är en törelväxtart som först beskrevs av Jeps., och fick sitt nu gällande namn av Grady Linder Webster. Ditaxis clariana ingår i släktet Ditaxis och familjen törelväxter. Inga underarter finns listade i Catalogue of Life.